# Комон (Эна)
Комо́н (фр. Caumont) — коммуна во Франции, находится в регионе Пикардия. Департамент коммуны — Эна. Входит в состав кантона Шони. Округ коммуны — Лан.
Код INSEE коммуны — 02145.

## Население
Население коммуны на 2010 год составляло 562 человека.
| 1962 | 1968 | 1975 | 1982 | 1990 | 1999 | 2010 |
| ---- | ---- | ---- | ---- | ---- | ---- | ---- |
| 254  | 252  | 257  | 371  | 482  | 474  | 562  |

## Экономика
В 2010 году среди 382 человек трудоспособного возраста (15—64 лет) 275 были экономически активными, 107 — неактивными (показатель активности — 72,0 %, в 1999 году было 67,3 %). Из 275 активных жителей работали 242 человека (130 мужчин и 112 женщин), безработных было 33 (22 мужчины и 11 женщин). Среди 107 неактивных 30 человек были учениками или студентами, 39 — пенсионерами, 38 были неактивными по другим причинам.